# Ascq
Ascq (Nederlands: Ast) is een plaats in het Franse Noorderdepartement. Ascq was een zelfstandig gemeente tot 1970, toen het met Annappes en Flers-lez-Lille fusioneerde tot de nieuwe gemeente en ville nouvelle Villeneuve-d'Ascq. Het voormalig plattelandsdorpje Ascq werd zo een onderdeel van de nieuwe urbanisatie in het oosten van de Rijselse agglomeratie. Ascq ligt in het oosten van de verstedelijking; verder oostwaarts ligt nog een landelijk gebied, op vijf kilometer van de Belgische grens. Ten oosten van Ascq loopt ook de rivier de Marke.

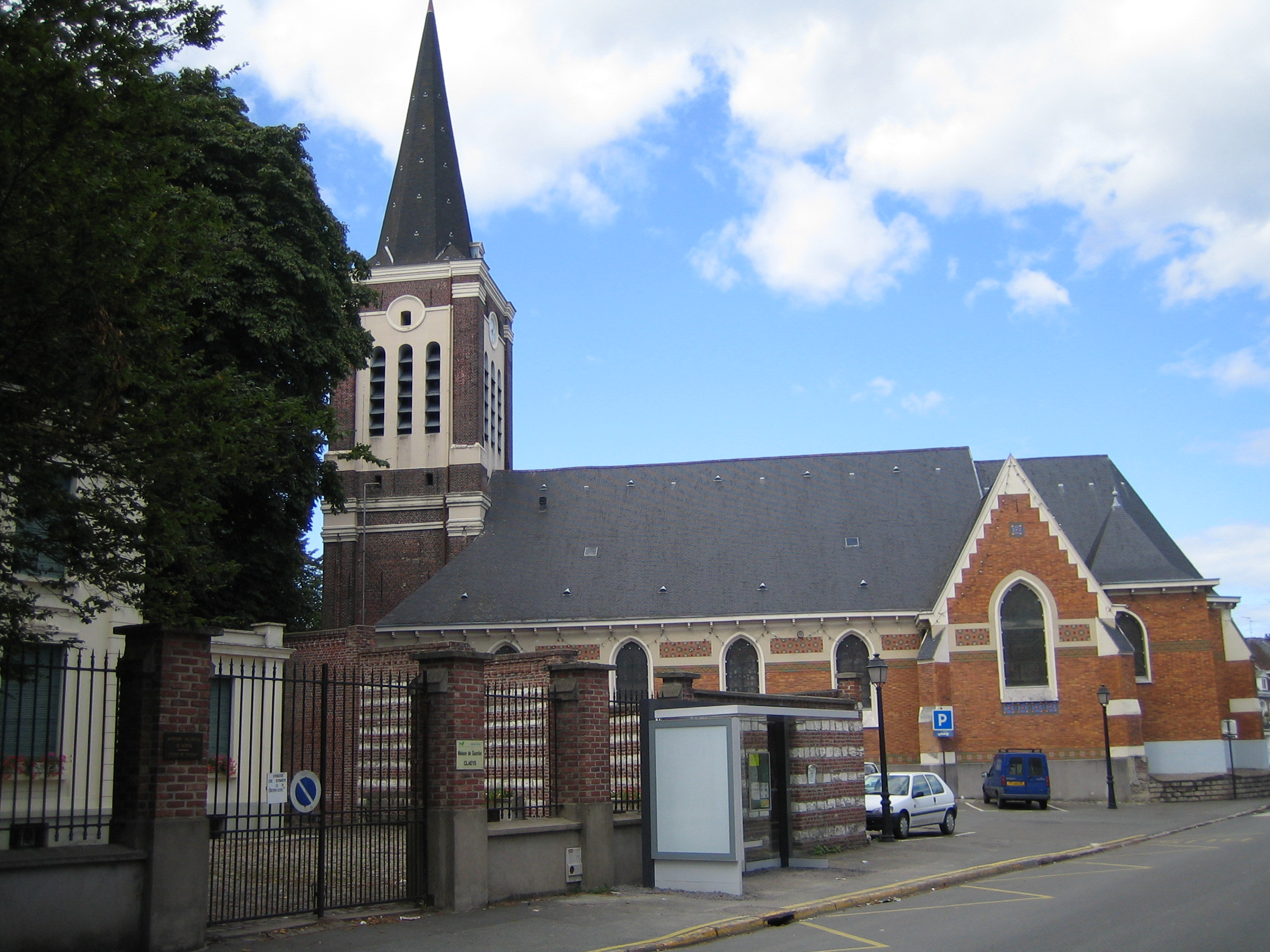
Eglise Saint-Pierre in Ascq

Tijdens de Tweede Wereldoorlog passeerden talrijke Duitse treinen via het station Ascq, gelegen tussen Rijsel en de Belgische grens. In de nacht van 1 april 1944 was er een sabotage tegen een Duitse goederentrein. Om wraak te nemen werden 86 mannen uit het dorp vermoord door de nazi's. Dit staat bekend als het Bloedbad van Ascq.

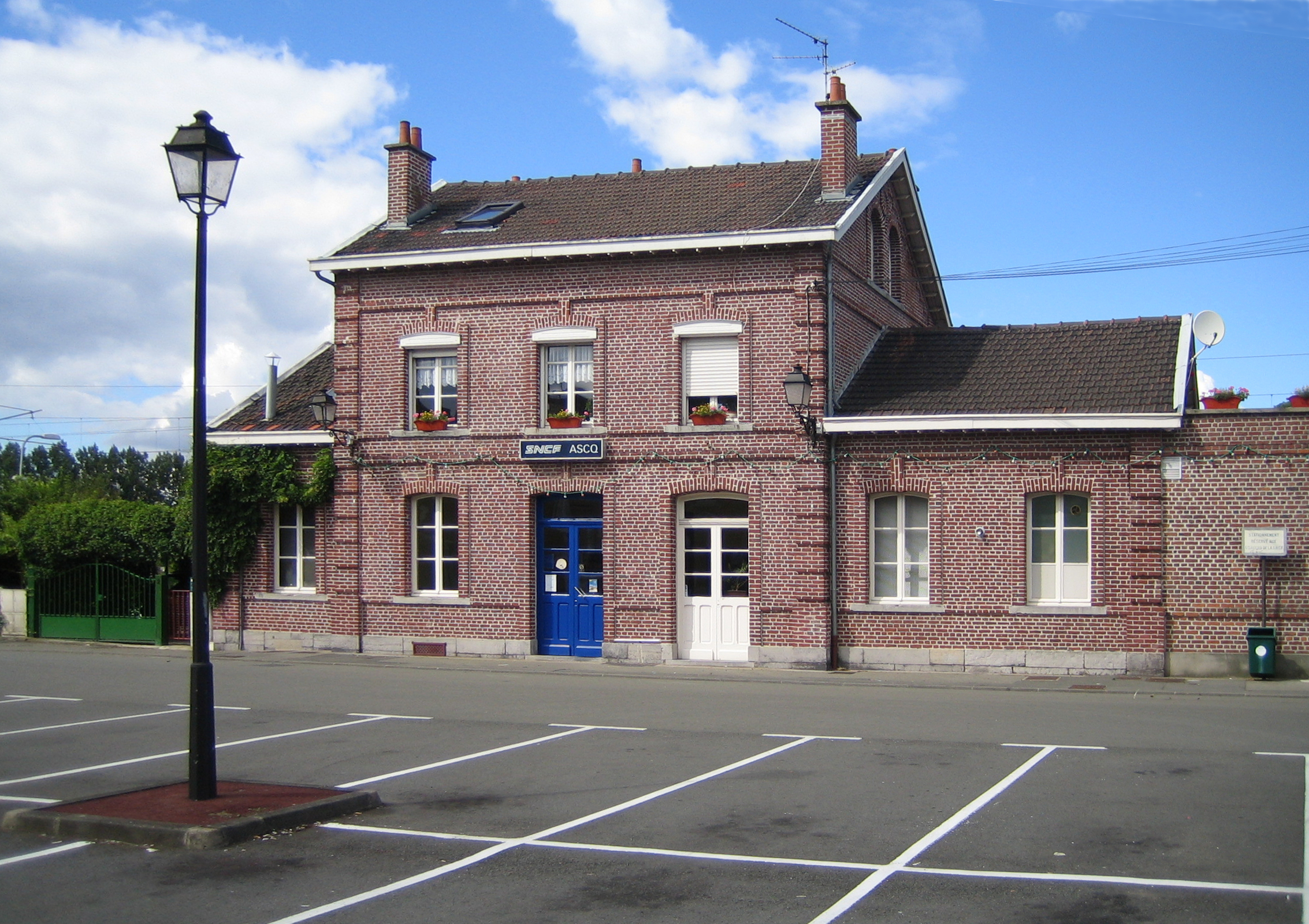
Station Ascq

## Bezienswaardigheden
- De Eglise Saint-Pierre-en-Antioche dateert uit de 19de eeuw, en gaat terug tot de 15de eeuw
- Het voormalig gemeentehuis
- Het Château Claeys
- Op de begraafplaats van Ascq bevindt zich een herdenkingsmonument met grafstenen van de slachtoffers van de massamoord en er bevindt zich een perk meer dan 50 graven van de CWGC met gesneuvelden uit beide wereldoorlogen
- Het Mémorial Ascq 1944, een museum dat de slachtpartij van Ascq herdenkt

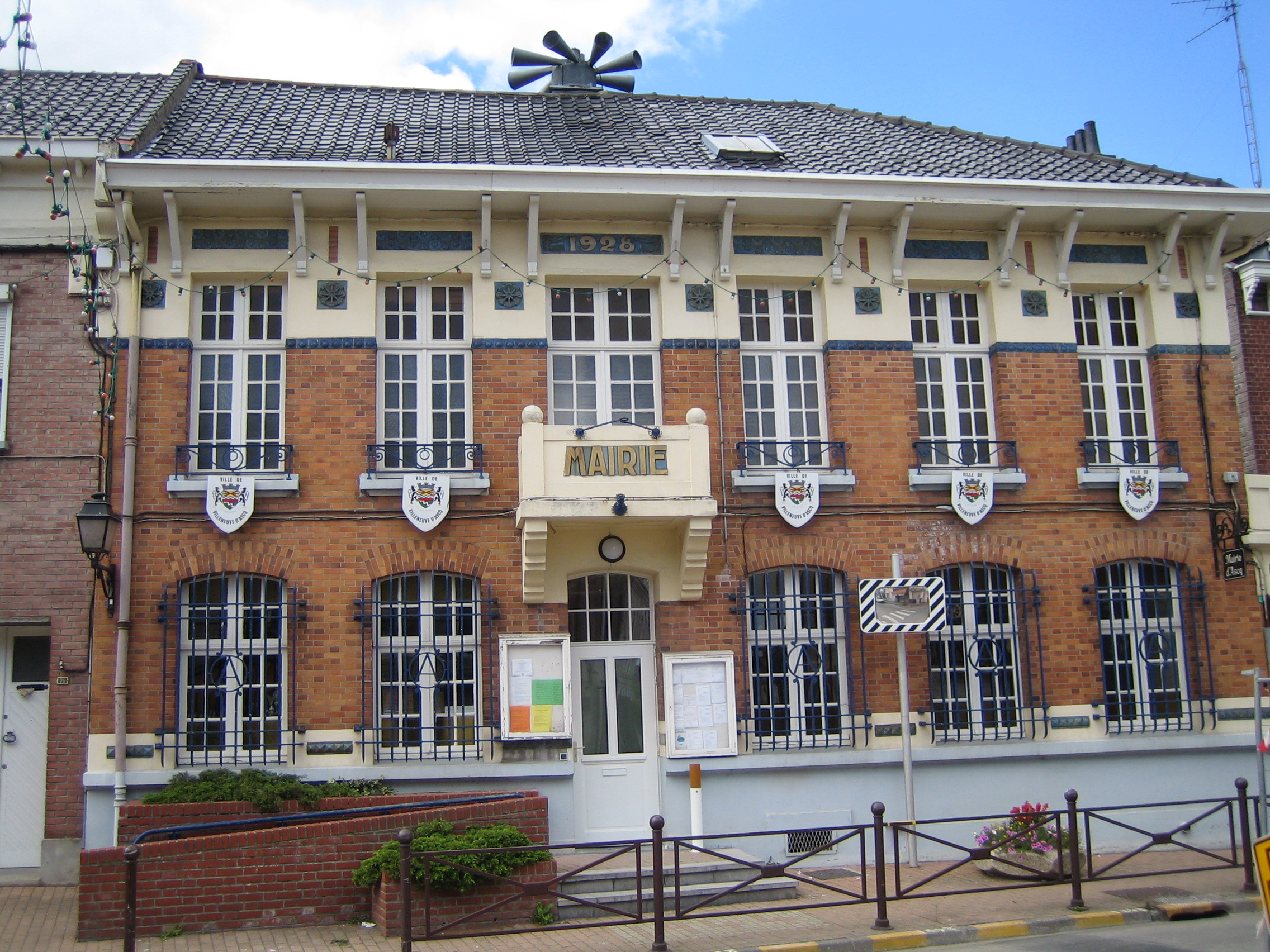
Voormalig gemeentehuis
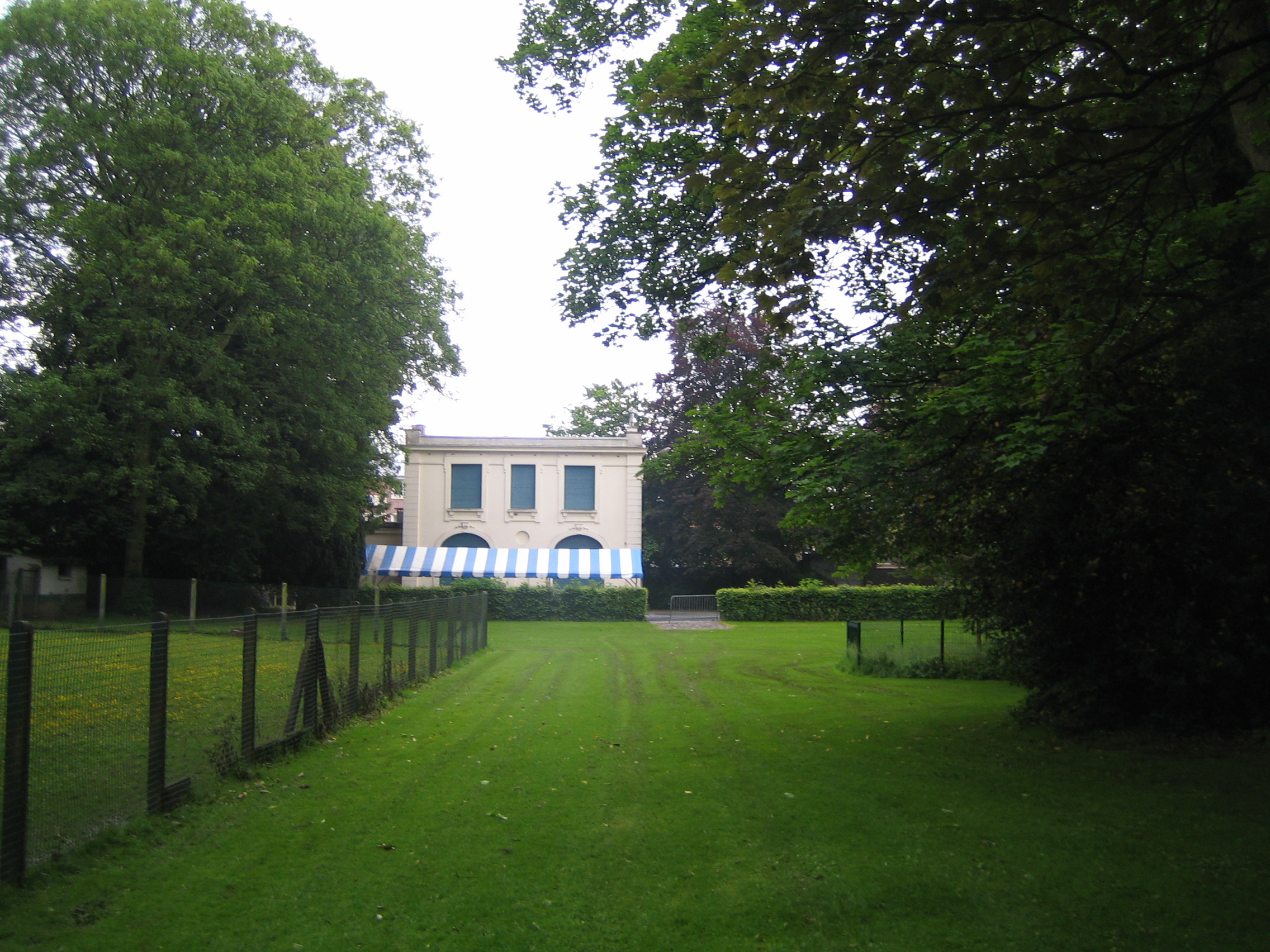
Château Claeys
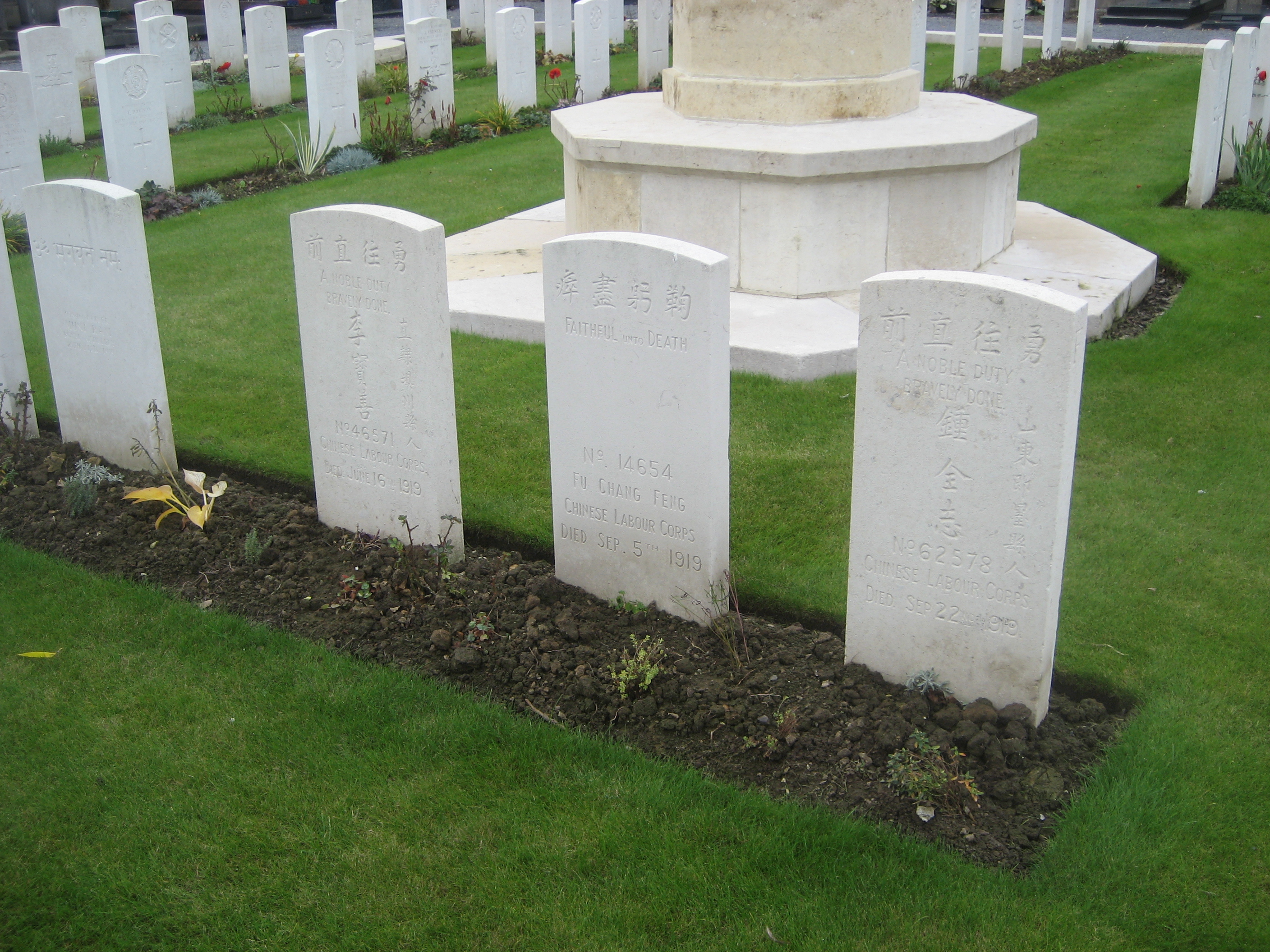
Gemenebestgraven
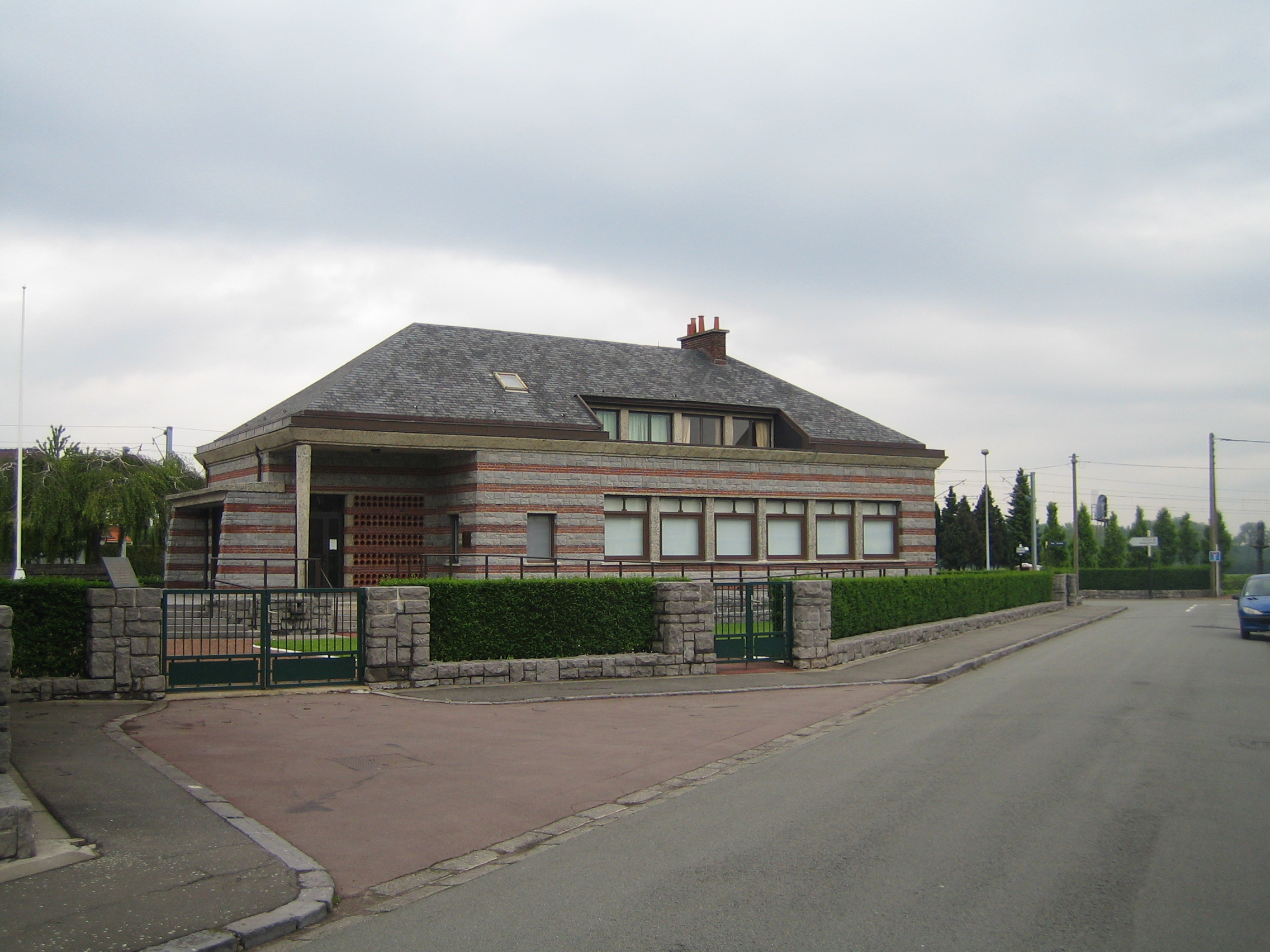
Mémorial Ascq 1944

Annappes · Ascq · Brigode · Château · Cité Scientifique · Cousinerie · Flers Bourg · Flers Breucq · Haute-Borne · Hôtel de Ville · Pont de Bois · La Poste · Les Prés · Recueil  · Résidence · Sart-Babylone · Triolo

Lijst van Franse gemeenten · Arrondissement Rijsel · Noorderdepartement · Hauts-de-France